# Baltic Beverages Holding
Baltic Beverages Holding (forkortet BBH) er et selskab ejet af Carlsberg-gruppen. Det er en betydelig aktør på ølmarkedet i Rusland, Ukraine, de baltiske lande og Kasakhstan, især gennem besiddelse af en kontrollerende aktiepost i Baltika bryggeriet. Virksomheden markedsfører en række ølmærker fra 19 bryggerier, hvoraf de ti er i Rusland, fire i de baltiske lande, tre i Ukraine, et i Kasakhstan og et i Usbekistan. Selskabet brygger desuden Carlsberg, Kronenbourg og Tuborg på licens. BBH var tidligere et 50/50-ejet joint-ventureselskab mellem det britiske Scottish & Newcastle og Carlsberg. Carlsberg gav i januar 2008 et bud på at købe Scottish & Newcastle sammen med Heineken. Da dette opkøb blev godkendt i april samme år af selskabets aktionærer, blev Carlsberg eneejer af BBH.

## Historie
Virksomheden blev grundlagt i 1991.

## Bryggerier

### Baltika bryggeri (Rusland)
Det russiske bryggeri Baltika begyndte produktionen i 1990. Størstedelen af selskabets aktier (85%) var indtil 2024 ejet af Baltic Beverages Holding (BBH).

### Saku bryggeri (Estland)
Det estiske bryggeri Saku går tilbage til 1820. Størstedelen af selskabets aktier (75%) ejes af Baltic Beverages Holding (BBH).

### Aldaris bryggeri (Letland)
Bryggeriet blev grundlagt i 1865 i Riga, Aldaris beskæftiger mere end 400, og er det største bryggeri i Letland. Den brygger en række øl, for det meste bleg pilsnerøl. De mest populære mærker omfatter Luksus, Zelta, Gaišais (let øl), Pilzenes (pilsner) og Porteris.

### Litauen

#### Utenos Alus Bryggeri
Utenos Alus er et litauisk bryggeri, etableret i Utena i 1977.
Utenos Alus og Švyturys bryggerier fusionerede til aktieselskab Švyturys-Utenos Alus i 2001. I februar 2003 blev virksomheden omdannet til et lukket fondsejet selskab.

#### Švyturys bryggeri
Švyturys er et bryggeri i Klaipeda, Litauen, ejet af Švyturys-Utenos Alus-fonden.
Bryggeriet blev etableret i 1784 af købmand J. W. Reincke i Klaipeda, på det tidspunkt kendt som Memel i Østpreussen. Efter oprettelsen af det tyske kejserrige, blev bryggeriet en del af ’’”Memeler Aktien-Brauerei & Destillation”’’ den 15. september 1871. Bryggeriet kom under litauisk kontrol da Memel-området blev en del af Litauen i 1923. Fra 1940, efter området var blevet annekteret af Nazityskland det foregående år, blev bryggeriet administreret af ’’”Memeler Ostquell Brauerei GmbH”’’. Efter Klaipėda blev en del af Litauiske SSR i 1945 efter 2. verdenskrig blev bryggeriet igen litauisk.
Švyturys og Utenos Alus bryggerier fusionerede som aktieselskabet Švyturys-Utenos Alus i 2001. I februar 2003 blev virksomheden omdannet til et lukket fondsejet selskab. I øjeblikket kontrollerer Carlsberg-gruppen Švyturys-Utenos Alus gennem BBH.

#### Kalnapilis bryggeri
Efter det norske selskab Orkla fusionerede med Carlsberg i 2001 blev BBH den dominerende ølproducent i Litauen, med kontrol over de tre største bryggerier i Litauen (Kalnapilis, Švyturys og Utenos Alus), så BBH blev pålagt at sælge et af de tre selskaber af Konkurencerådet i Litauen. I 2001 blev Kalnapilis solgt til Royal Unibrew.

## Ekstern henvisning
- BBH Arkiveret 14. februar 2008 hos  Wayback Machine

| Firma | Spire Denne artikel om et firma eller en virksomhed er en spire som bør udbygges. Du er velkommen til at hjælpe Wikipedia ved at udvide den. |